# Haaz Sleiman
Haaz Sleiman (هاز سليمان; nascido em 1 de julho de 1976) é um ator libanês. Ele desempenhou principalmente o papel de Tarek no filme de 2007 The Visitor, pelo qual foi indicado ao Independent Spirit Award de Melhor Ator Coadjuvante e o papel de Jesus na minissérie de TV americana Killing Jesus, além de uma série de séries de TV americanas.

## Vida pregressa
Sleiman nasceu nos Emirados Árabes Unidos (EAU) e foi criado em Beirute, Líbano. Ele imigrou para os Estados Unidos quando tinha 21 anos.

## Carreira
Em 2006, Sleiman interpretou um soldado americano no Iraque na série ER da NBC e, no mesmo ano, teve um papel recorrente como um bilionário árabe na série Company Town da CBS. Ele interpretou o suspeito terrorista Heydar em três episódios de 2007 da série 24 da FOX e apareceu em NCIS e Veronica Mars em 2007.
Ele co-estrelou como Tarek, um imigrante sírio indocumentado no aclamado filme independente de 2007 The Visitor, um drama dirigido por Tom McCarthy. O filme foi indicado ao Screen Actors Guild Award e ao Oscar. Sleiman também teve pequenos papéis no filme American Dreamz de 2006 e no filme AmericanEast de 2007.
Sleiman interpretou o enfermeiro Mohammed "Mo-Mo" De La Cruz na primeira temporada da série de humor ácido Nurse Jackie da Showtime, que estreou em junho de 2009.
Em 2011, Sleiman desempenhou o papel de Omar, um ativista palestino, na minissérie The Promise, do Channel 4.
Sleiman também desempenhou o papel de Kasim Tariq na série de TV Nikita, da CW Network; ele apareceu em dois episódios.
Sleiman interpretou o Dr. Rabia, um médico sírio em The State do Channel 4.
Em 2013, Sleiman começou como o personagem titular no curta musical Off-Broadway Venice.

## Vida pessoal
Em uma entrevista à Christian Broadcasting Network, Sleiman disse que é muçulmano, cristão e judeu. Em 22 de agosto de 2017, ele se assumiu gay por meio de um vídeo no Facebook.

## Filmografia

### Cinema
| Ano  | Título                       | Personagem         | Notas             |
| ---- | ---------------------------- | ------------------ | ----------------- |
| 2004 | The Ski Trip                 | Tyson              |                   |
| 2006 | American Dreamz              | Capitão Mujeheddin |                   |
| 2006 | The Fourth Estate            |                    | Curta-metragem    |
| 2007 | The Visitor                  | Tarek              |                   |
| 2007 | Futbaal: The Price of Dreams | Ace                |                   |
| 2008 | AmericanEast                 | Slick Ali          |                   |
| 2011 | Dorfman in Love              | Cookie             |                   |
| 2012 | Highland Park                | Ali Rasheed        | Vídeo sob demanda |
| 2015 | Those People                 | Tim                |                   |
| 2015 | Ideal                        | Fotógrafo          | Curta-metragem    |
| 2016 | Offer and Compromise         | Scott              |                   |
| 2019 | Love & Debt                  | Scott              |                   |
| 2019 | 3022                         | Thomas Dahan       |                   |
| 2020 | Breaking Fast                | Mo                 |                   |
| 2021 | Eternals                     | Ben                |                   |
| 2022 | Moving On                    | Gun Shop Salesman  |                   |

### Televisão
| Ano        | Título                | Personagem                  | Notas                                                 |
| ---------- | --------------------- | --------------------------- | ----------------------------------------------------- |
| 2006       | Company Town          | Abby Faisal                 | Piloto de televisão não vendido                       |
| 2006       | ER                    | Hodgkins                    | Episódio: "The Gallant Hero and the Tragic Victor"    |
| 2007       | 24                    | Heydar                      | 3 episódios (6ª temporada)                            |
| 2007       | NCIS                  | Abdul Wahid                 | Episódio: "Grace Period"                              |
| 2007       | Veronica Mars         | Nasir Ben-Hafald            | Episódio: "Un-American Graffiti"                      |
| 2009       | Nurse Jackie          | Mohammed "Mo-Mo" de la Cruz | Papel principal (1ª temporada; 12 episódios)          |
| 2010, 2011 | Nikita                | Kasim Tariq                 | 2 episódios                                           |
| 2011       | The Promise           | Omar Habash                 | Minissérie                                            |
| 2011       | CSI: Miami            | Marcel Largos               | Episódio: "Mayday"                                    |
| 2011       | Ricochet              | Robert Savich               | Telefilme                                             |
| 2011       | Meet Jane             | Agente Joseph Omari         | Telefilme                                             |
| 2012       | Beauty & the Beast    | Detetive Wolansky           | Episódio: "All In"                                    |
| 2012, 2015 | Covert Affairs        | Khalid Ansari               | 3 episódios (3ª temporada), 1 episódio (5ª temporada) |
| 2013       | Blue Bloods           | Teri Damiri                 | Episódio: "Drawing Dead"                              |
| 2013       | The Good Wife         | Zayeed Shaheed              | Episódio: "Whack-a-Mole"                              |
| 2014       | Person of Interest    | Omar Risha                  | Episódio: "Allegiance"                                |
| 2014       | Reckless              | Tariq Al Zahrani            | Episódio: "Fifty-One Percent"                         |
| 2015       | Allegiance            | Scott Tolliver              | 2 episódios                                           |
| 2015       | Killing Jesus         | Jesus de Nazaré             | Telefilme                                             |
| 2015       | The Player            | Farid                       | Episódio: "Pilot"                                     |
| 2016       | Of Kings and Prophets | Jônatas                     | Elenco principal                                      |
| 2017       | The State             | Dr. Rabia                   | Minissérie (3 episódios)                              |
| 2018       | Tommy in La La Land   | Ele mesmo                   | Documentário (3 episódios)                            |
| 2018       | Jack Ryan             | Ali bin Suleiman            | Papel recorrente; 6 episódios                         |
| 2020       | Little America        | Rafiq                       | Episódio: "The Son"                                   |

### Jogos eletrônicos
| Ano  | Título                        | Papel de voz  | Notas            |
| ---- | ----------------------------- | ------------- | ---------------- |
| 2007 | Assassin's Creed              | Malik al-Sayf |                  |
| 2011 | Assassin's Creed: Revelations | Solimão I     |                  |
| 2012 | Diablo III                    |               | Vozes adicionais |
| 2014 | Diablo III: Reaper of Souls   |               | Vozes adicionais |

## Prêmios e indicações
| Ano  | Associações                                 | Categoria                            | Nomeações   | Resultado     |
| ---- | ------------------------------------------- | ------------------------------------ | ----------- | ------------- |
| 2008 | Boston Society of Film Critics Awards       | Melhor Elenco                        | The Visitor | Vice-campeões |
| 2008 | Independent Spirit Awards                   | Melhor Ator Coadjuvante              | The Visitor | Indicado      |
| 2008 | Gotham Awards                               | Melhor Elenco                        | The Visitor | Indicados     |
| 2008 | Online Film & Television Association Awards | Melhor Atuação Revelação – Masculina | The Visitor | Indicado      |